# Route 31 (Alberta)
La Route 31 est une courte route sud / nord du centre de l'Alberta,. Elle débute comme prolongement de la route 759 à Seba Beach et se dirige vers le nord jusqu'à ce qu'elle rencontre la route 16 à l'est de Gainford, 3,3 km (2,1 mi) après son terminus sud.
La Route 759 is est une route de 39 km (24 mi) débutant à l'intersection avec la route 39 à l'est de Drayton Valley et se dirigeant vers le nord jusqu'à Seba Beach via Tomahawk.

## Intersections majeures
| Municipalité rurale / spécialisée         | Ville      | km    | Destinations                                        | Notes                                               |
| ----------------------------------------- | ---------- | ----- | --------------------------------------------------- | --------------------------------------------------- |
| Comté de Brazeau                          |            | 0,00  | AB-39 – Drayton Valley, Leduc                       | Terminus sud de l'AB-759                            |
| Limite Comté de Brazeau–Comté de Parkland |            | 12,40 | Traverse la rivière Saskatchewan Nord               | Traverse la rivière Saskatchewan Nord               |
| Comté de Parkland                         |            | 18,30 | AB-621 ouest – Northleigh                           | Terminus est de l'AB-621                            |
| Comté de Parkland                         |            | 28,60 | AB-627 est – Highvale, Stony Plain                  | Terminus ouest de l'AB-627                          |
| Comté de Parkland                         | Seba Beach | 39,40 | Terminus nord de l'AB-759 / Terminus sud de l'AB-31 | Terminus nord de l'AB-759 / Terminus sud de l'AB-31 |
| Comté de Parkland                         | Seba Beach | 0,00  | Terminus nord de l'AB-759 / Terminus sud de l'AB-31 | Terminus nord de l'AB-759 / Terminus sud de l'AB-31 |
| Comté de Parkland                         |            | 3,90  | AB-16 – Jasper, Edmonton                            | Échangeur; sortie 306 de l'AB-16                    |
| - Transition de route                     |            |       |                                                     |                                                     |